# Tony Bennett (baloncestista)
Anthony Guy "Tony" Bennett (Green Bay, Wisconsin, 1 de junio de 1969) es un exjugador y actual entrenador de baloncesto estadounidense que jugó tres temporadas en la NBA, además de hacerlo en la liga australiana y en Nueva Zelanda. Con 1,85 metros de estatura, lo hacía en la posición de base. Es actualmente el entrenador de la Universidad de Virginia.

## Trayectoria deportiva

### Universidad
Jugó durante cuatro temporadas con los Phoenix de la Universidad de Wisconsin-Green Bay, en las que promedió 20,2 puntos, 5,1 asistencias y 2,9 rebotes por partido. Posee en la actualidad varios récords históricos de los Phoenix, entre ellos el de máximo anotador, mayor número de asistencias o mayor número de triples anotados. Lideró al equipo en anotación en sus cuatro temporadas, siendo elegido en las dos últimas como Jugador del Año de la Mid-Continent Conference. En su última temporada logró también el Frances Pomeroy Naismith Award, galardón que se otorga al jugador de estatura inferior a la media más destaca a lo largo de la competición.

### Selección nacional
En 1991 fue convocado para competir con la selección de Estados Unidos en los Juegos Panamericanos de Cuba 1991, en los que consiguieron la medalla de bronce.

### Profesional
Fue elegido en la trigésimo quinta posición del Draft de la NBA de 1992 por Charlotte Hornets, donde actuó como suplente de Muggsy Bogues. En su primera temporada promedió 3,7 puntos y 1,8 asistencias por partido. Una lesión le hizo perderse prácticamente toda la temporada 1994-95, tras la cual no renovó su contrato. firmó al año siguiente con Cleveland Cavaliers, pero finalmente fue cortado antes del inicio de la competición.
Continuó su carrera en Nueva Zelanda, en los North Harbour Kings, jugando entre medio 10 partidos con los Sydney Kings de la liga australiana. regresando al equipo neozelandés, donde acabó desempeñando las funciones de jugador-entrenador y finalmente entrenador.

### Entrenador
Tras su experiencia en Nueva Zelanda regresó a su país para unirse al equipo técnico de su universidad, Green Bay, que tenía a su padre, Dick Bennett como entrenador principal. Cuando este dejó el equipo en 2003 para entrenar a la Universidad Estatal de Washington, Tony le acompañó, siendo su sucesor al frente de los Cougars cuando su padre se retiró en 2006.
En 2007 acaparó un buen número de premios, siendo elegido Entrenador del Año de la Pacific 10 Conference, Entrenador del Año para la Associated Press, Premio Henry Iba, y el Premio Naismith al Entrenador Universitario del Año.
En 2009 firma con la Universidad de Virginia como entrenador principal, puesto que ocupa en la actualidad.

## Estadísticas de su carrera en la NBA

### Temporada regular
| Temporada | Edad | Equipo            | Liga | P   | TIT | MIN  | TC  | TCA | %TC  | 3P  | 3PA | %3P  | TL  | TLA | %TL  | R.OF. | R.DEF. | REB | ASIS | ROB | TAP | PER | FP  | PTS |
| 1992-93   | 23   | Charlotte Hornets | NBA  | 75  | 2   | 11.4 | 1.5 | 3.5 | .423 | 0.3 | 1.1 | .325 | 0.4 | 0.5 | .732 | 0.2   | 0.7    | 0.8 | 1.8  | 0.4 | 0.0 | 0.7 | 1.5 | 3.7 |
| 1993-94   | 24   | Charlotte Hornets | NBA  | 74  | 5   | 13.3 | 1.4 | 3.6 | .399 | 0.4 | 1.0 | .360 | 0.1 | 0.2 | .733 | 0.2   | 1.0    | 1.2 | 2.2  | 0.5 | 0.0 | 0.5 | 1.1 | 3.4 |
| 1994-95   | 25   | Charlotte Hornets | NBA  | 3   | 0   | 15.3 | 2.0 | 4.3 | .462 | 0.7 | 3.0 | .222 | 0.0 | 0.0 |      | 0.0   | 0.7    | 0.7 | 1.3  | 0.0 | 0.0 | 1.0 | 2.0 | 4.7 |
| Total     |      |                   | NBA  | 152 | 7   | 12.4 | 1.5 | 3.5 | .412 | 0.4 | 1.1 | .335 | 0.3 | 0.4 | .732 | 0.2   | 0.8    | 1.0 | 2.0  | 0.5 | 0.0 | 0.6 | 1.3 | 3.5 |

### Playoffs
| Temporada | Edad | Equipo            | Liga | P | MIN | TCA | TC | 3PA | 3P | TLA | TL | R.OF. | REB | ASIS | ROB | TAP | PER | FP | PTS | %TC  | %3P  | %FT   | MIN  | PTS | REB | AST |
| 1992-93   | 23   | Charlotte Hornets | NBA  | 8 | 86  | 12  | 25 | 4   | 8  | 2   | 2  | 1     | 9   | 13   | 2   | 1   | 5   | 8  | 30  | .480 | .500 | 1.000 | 10.8 | 3.8 | 1.1 | 1.6 |
| Total     |      |                   | NBA  | 8 | 86  | 12  | 25 | 4   | 8  | 2   | 2  | 1     | 9   | 13   | 2   | 1   | 5   | 8  | 30  | .480 | .500 | 1.000 | 10.8 | 3.8 | 1.1 | 1.6 |